# Varhaug
Varhaug er navnet på en by og en tidligere kommune på Jæren i Rogaland fylke i Norge. Den er nu administrationsby i Hå kommune. Byen har 2.857 indbygger (2012). Mellem Nærbø og Varhaug ligger Åna fængsel, tidligere Åna kredsfængsel og Opstad tvangsarbejdshus.
Stednavnet er oprindeligt et gårdsnavn, hvor sidste led sigter til en gravhøj på gården. Første led er formentlig det norrøne var, som betyder stensat grav eller stensætning.

## Trafik
Varhaug har station på Jærbanen.

## Den tidligere kommune Varhaug
Varhaug var en selvstændig kommune i 70 år; oprindelig, fra 1837, var Varhaug del af Hå formandskabsdistrikt.
Hå blev i 1894 delt i Varhaug og Nærbø kommuner. Varhaug havde da den blev etableret som selvstændig kommune 1.801 indbyggere.
1. januar 1964 blev Varhaug slået sammen med Nærbø og Ogna kommuner til den nye Hå kommune. Varhaug havde ved sammenlægningen 3.454 indbyggere.

## Kendte personer fra Varhaug
- Grethe Marie Ånestad, opfinder og skuespiller
- Bjørn Ingvar Kydland, fodboldspiller
- Lars Gaute Bø, fodboldspiller
- Kjetil Aanestad, håndboldspiller
- Glenn Undheim, golfspiller